# L'Escapade de Julot
Pour plus de détails, voir Fiche technique et Distribution.
L'Escapade de Julot (titre original : Gussle's day of rest) est un film américain réalisé par F. Richard Jones et sorti en 1915.

## Fiche technique
- Titre original : Gussle's day of rest ou Guzzle's Day of Rest
- Titre français : L'Escapade de Julot[1].
- Réalisation : F. Richard Jones
- Production : Keystone Film Company
- Producteur : Mack Sennett
- Lieu de tournage : Big Bear Valley, San Bernardino National Forest, Californie
- Durée : 21 minutes
- Date de sortie : 
  - États-Unis : 29 mars 1915

## Distribution
- Syd Chaplin : Mr. Gussle
- Phyllis Allen : Mrs. Gussle
- Cecile Arnold : la fille du parc
- Slim Summerville : l'ami de la fille du parc
- Edward F. Cline : le policier